# (30722) Biblioran
(30722) Biblioran es un asteroide perteneciente al Cinturón de asteroides, región del sistema solar que se encuentra entre las órbitas de Marte y Júpiter.
Fue descubierto el 6 de septiembre de 1978 por Nikolái Stepánovich Chernyj desde el Observatorio Astrofísico de Crimea.

## Designación y nombre
Designado provisionalmente como 1978 RN5, fue nombrado por la Bibliotheka (Rossijskoj) Akademii Nauk (BAN) que es la Biblioteca de la Academia de Ciencias de Rusia. Fundada por Pedro el Grande en 1714 en San Petersburgo, fue la primera biblioteca pública nacional de Rusia. La colección consta de más de 20 millones de artículos, incluidos nueve millones de volúmenes de literatura extranjera.

## Características orbitales
(30722) Biblioran está situado a una distancia media del Sol de 2,719 ua, pudiendo alejarse hasta 3,633 ua y acercarse hasta 1,804 ua. Su excentricidad es 0,336 y la inclinación orbital 11,138 grados. Emplea 1637,28 días en completar una órbita alrededor del Sol.
Los próximos acercamientos a la órbita de Júpiter ocurrirán el 1 de noviembre de 2052, el 31 de julio de 2146 y el 14 de septiembre de 2182.

## Características físicas
La magnitud absoluta de (30722) Biblioran es 13,94.Tiene 3,282 km de diámetro y su albedo se estima en 0,497.